# Del Carmen
Del Carmen è una municipalità di quinta classe delle Filippine, situata nella Provincia di Surigao del Norte, nella Regione di Caraga.
Del Carmen è formata da 20 baranggay:
- Antipolo
- Bagakay (Alburo)
- Bitoon
- Cabugao
- Cancohoy
- Caub
- Del Carmen (Pob.)
- Domoyog
- Esperanza
- Halian
- Jamoyaon
- Katipunan
- Lobogon
- Mabuhay
- Mahayahay
- Quezon
- San Fernando
- San Jose (Pob.)
- Sayak
- Tuboran